# Verbena humifusa
Verbena humifusa — вид трав'янистих рослин родини Вербенові (Verbenaceae), ендемік Бразилії.

## Опис
Розпростерта трава, стебла запушені, квіткові гілки прямостійні, злегка вкриті жорсткими волосками. Листки на ніжці 2–3 мм, листові пластини 15–17 × 9–11 мм, 3-лопатеві, верхівки тупі, поля зубчасті, обидві поверхні вкриті короткими притиснутими волосками, переважно над жилками. 
Суцвіття — щільні багатоквіткові колоски, збільшені в плодоношенні. Квіткові приквітки 3–3.5 мм, яйцюваті з гострою верхівкою, укриті короткими жорсткими притиснутими залозистими волосками. Чашечка довжиною 7.5–8.5 мм, щільно жорстко волосиста переважно над жилками, із залозистими волосками, гострі зубчики 1 мм. Віночок бузковий або рожевий, 12.5–13 мм, зовні оголений.

## Поширення
Ендемік Бразилії, штату Ріо-Гранді-ду-Сул.